# إليشا كلارك
إليشا كلارك (بالإنجليزية: Elisha Clark)‏ هو قاضي صلح ‏ وقاضي وسياسي أمريكي، ولد في 22 سبتمبر 1752 بنورويتش في الولايات المتحدة، وتوفي في 12 ديسمبر 1838.